# Marshfield, Missouri
Marshfield är administrativ huvudort i Webster County i Missouri. Orten har fått sitt namn efter Marshfield i Massachusetts. Marshfield valdes därför att Daniel Webster, som countyt döptes efter, hade bott i Marshfield i Massachusetts.

## Kända personer från Marshfield
- Edwin Hubble, astronom